# Darwen
Darwen est une ville et une paroisse civile du Lancashire, en Angleterre. Elle est située au sud de la ville de Blackburn, sur la rivière Darwen, un affluent de la Ribble. Au moment du recensement de 2001, elle comptait 31 570 habitants. Avec Blackburn, elle constitue l'autorité unitaire de Blackburn with Darwen.
Le 9 septembre 1944 naît dans cette ville Alan Kendall, le guitariste des Bee Gees.